# Zhou Mi
Zhou Mi (chinês tradicional: 周覓; chinês simplificado: 周觅; nascido em Wuhan, Hubei, dia 19 de abril de 1986) é um cantor e ator chinês. Ele é integrante da boy band Super Junior-M, subgrupo do famoso grupo coreano Super Junior.

## Discografia

### EPs
| Título                                                                                | Detalhes do Álbum | Posição nas paradas | Posição nas paradas | Vendas        |
| Título                                                                                | Detalhes do Álbum | KOR                 | USA                 | Vendas        |
| ------------------------------------------------------------------------------------- | --- | ------------------- | ------------------- | ------------- |
| Rewind                                                                                | - Lançamento: 31 de outubro de 2014 - Gravadora: S.M. Entertainment - Formatos: CD, download digital Lista de Faixas 1. "Rewind" (featuring Chanyeol of EXO) (Korean Version) 2. "Why (Color-blind)" (Korean Version) 3. "Without You" 4. "Lovesick" (Chinese: 一人的寂寞 Yī Rén De Jì Mò) 5. "Loving You" (Chinese: 爱上你 Ài Shàng Nǐ) (featuring Victoria) 6. "Love Tonight" (featuring Tao of EXO) 7. "Rewind" (featuring Tao of EXO) (Chinese Version) 8. "Why (Color-blind)" (Chinese Version) 9. "Lovesick" (Cantonese: 一人的寂寞 Jat Jan Di Zik Mok) (Bonus Hong Kong version) | 5                   | 12                  | - KOR: 8.676+ |
| What's Your Number?                                                                   | - Lançamento: 19 de julho de 2016 - Gravadora: S.M. Entertainment - Formatos: CD, download digital Lista de Faixas 1. "What's Your Number?" 2. "Empty Room" (이제는 없다) 3. "Half of Me" (半边脸) 4. "What's Your Number?" (Chinese Ver.) 5. "Empty Room" (空房间 Chinese Ver.) |                     |                     | - KOR:        |
| "—" denota lançamentos que não apareceram nos charts ou não foram lançadas na região. | |                     |                     |               |

### Participações
| "Santa U Are The One" (Super Junior com Henry & Zhou Mi)                                 | 2011 | 64 | 2011 Winter SMTown – The Warmest Gift |
| "太贪心 (Blind)" (Chinese ver.)                                                          | 2014 | —  | SM the Ballad Vol. 2 – Breath         |
| "—" indica lançamentos que não figuraram nas paradas ou não foram lançados nessa região. |      |    |                                       |

## Filmografia

### Filmes
| Ano  | Título                          | Papel          | Notas                                                    |
| ---- | ------------------------------- | -------------- | -------------------------------------------------------- |
| 2013 | Rhythm of Rain (聽見下雨的聲音) | Xiao Si (小四) | Cameo (como o primeiro amor do papel feminino principal) |

### Dramas de Televisão
| Ano  | Emissora de TV        | Título                              | Papel                 | Notas                            | Ref         |
| ---- | --------------------- | ----------------------------------- | --------------------- | -------------------------------- | ----------- |
| 2009 | CCTV: CCTV-8          | Stage of Youth (青春舞台)           | Zhou Mi (周觅)        | Coadjuvante como ele mesmo       | [ 6 ]       |
| 2011 | CCTV: CCTV-8          | Melody of Youth (青春旋律)          | Gao Da (高达)         | Coadjuvante                      | [ 7 ]       |
| 2012 | GTV                   | When Love Walked In (愛情闖進門)    | Li Shang Lin (黎尚林) | Principal masculino              | [ 8 ] [ 9 ] |
| 2016 | SBS                   | Entertainer                         | Zhou Mi (周觅)        | Cameo (Ep.7) como MC Of The Show |             |
| 2016 | HBS: Hunan Television | Best Couple (최고의커플) (最佳情侣) | Yan Xi Cheng (言希成) | Principal masculino              |             |

### Programas de Variedades
| Ano  | Emissora de TV            | Título                                                   | Papel                  |
| ---- | ------------------------- | -------------------------------------------------------- | ---------------------- |
| 2011 | CCTV: CCTV-3              | The Avenue of Stars (星光大道)                           | Juiz convidado         |
| 2012 | CNTV                      | Love Love Love (爱情美剧盛典)                            | Convidado/Participante |
| 2012 | SZMG: Shenzhen Television | Generation Show (年代秀)                                 | Convidado/Participante |
| 2013 | SZMG: Shenzhen Television | Men to the Left Women to the Right (男左女右)            | Convidado              |
| 2013 | SZMG: Shenzhen Television | Generation Show (年代秀)                                 | Convidado/Participante |
| 2013 | MTV                       | Japan Korea Music Craze (日韩音乐风)                     | Convidado              |
| 2013 | CtiTV                     | SS Xiaoyan Night (SS小燕之夜)                            | Convidado              |
| 2013 | GTV                       | 100% Entertainment (娛樂百分百)                          | Convidado              |
| 2013 | Channel V                 | Just Love J & K Pop (就是愛JK)                           | Convidado              |
| 2013 | -                         | Apple Entertainment Weekly                               | Convidado              |
| 2013 | HBS: Hunan Television     | Happy Camp (快乐大本营)                                  | Convidado              |
| 2013 | KBS W                     | Glitter                                                  | Convidado              |
| 2014 | SMG: Dragon Television    | Immortal Song (不朽之名曲)                               | Convidado/Participante |
| 2014 | MBC                       | We Got Married Global Edition (우리 결혼했어요) Season 2 | Convidado              |
| 2014 | SBS                       | Star King (놀라운 대회 스타킹/놀 라 운 大會스타킹)       | Convidado              |
| 2014 | HEBTV: HEBTV-1            | Perhaps Love (如果爱)                                    | Convidado              |
| 2014 | KBS2                      | Let's Go Dream Team! Season 2 (출발 드림팀 시즌2)        | Convidado/Participante |
| 2014 | -                         | SJM GuestHouse Final Audition                            | Juiz                   |
| 2014 | ZRTG: Zhejiang Television | Star Escape Room (星星的密室) Season 1 - Episode 1       | Convidado/Participante |
| 2014 | MBC                       | Quiz to Change the World ( 세상을 바꾸는 퀴즈)           | Convidado              |
| 2014 | E channel                 | Brave Writers                                            | Convidado              |
| 2014 | jTBC                      | Abnormal Summit                                          | Convidado              |
| 2014 | KBS2                      | Immortal Songs 2 (불후의 명곡 Ⅱ - 전설을 노래하다)       | Convidado/Participante |
| 2015 | Youku                     | Youku Big Star                                           | Convidado              |
| 2015 | YinYueTai                 | YinYueTai Big Guest                                      | Convidado              |
| 2015 | KBS2                      | Let's Go Dream Team! Season 2 (출발 드림팀 시즌2)        | Convidado/Participante |
| 2015 | MTV                       | Idols of Asia (我愛偶像)                                 | Convidado              |
| 2015 | -                         | Showbiz                                                  | Convidado              |
| 2015 | JSBC: Jiangsu Television  | We are in Love (WGM Chinese Version)                     | Convidado              |
| 2015 | JSBC: Jiangsu Television  | Exploration of the World (前往世界的尽头)                | Convidado              |
| 2015 | MBC Every 1               | Her Secret Weapon (비밀병기그녀)                         | Convidado              |
| 2015 | ZRTG: Zhejiang Television | Star Escape Room (星星的密室) Season 2 Episode 2         | Convidado/Participante |
| 2015 | KBS2                      | Let's Go Dream Team! Season 2 (출발 드림팀 시즌2)        | Convidado/Participante |
| 2015 | ZRTG: Zhejiang Television | Star Escape Room (星星的密室) Season 2 Episode 4         | Convidado/Participante |
| 2015 | MTV                       | Idols of Asia (我愛偶像) (SMTOWN Coex Atrium)            | Convidado              |
| 2015 | ZRTG: Zhejiang Television | Star Escape Room (星星的密室) Season 2 Episode 9         | Convidado/Participante |
| 2015 | ZRTG: Zhejiang Television | Star Escape Room (星星的密室) Season 2 Episode 12        | Convidado/Participante |
| 2016 | HBRT: Hubei Television    | Just Arrived Beside (纲到你身 边)                        | Convidado              |
| 2016 | TPBS: Tianjin Television  | Frozen Miracle (冰雪奇迹)                                | Convidado              |

### Apresentador

#### Séries
| Ano  | Emissora de TV           | Título                                                    | Parceiro             | Ref    |
| ---- | ------------------------ | --------------------------------------------------------- | -------------------- | ------ |
| 2010 | SiTV                     | Korean Impressions (韓國印象)                             | Chen Lan             | [ 10 ] |
| 2011 | Azio TV                  | Celebrity Tour Guides (韓國超級天團)                      |                      |        |
| 2011 | Yahoo!                   | SJM for Yahoo Music (SJ-M x Yahoo 音樂特輯)               | Henry                |        |
| 2014 | JSBC: Jiangsu Television | Strongest Group (最强天团)                                | Peng Yu and Victoria | [ 11 ] |
| 2014 | SBS                      | Super Junior M's Guest House (슈퍼주니어M의 게스트하우스) |                      |        |
| 2014 | SBS MTV                  | The Show Season 4 (더 쇼)                                 | Jiyeon e Hongbin     | [ 12 ] |
| 2015 | SBS                      | Fashion King-Secret Box (패션왕 코리아/中韩时尚王)        |                      | [ 13 ] |
| 2016 | SBS MTV                  | The Show Season 5 (더 쇼)                                 | Yerin G-Friend       |        |
| 2016 | SETV                     | The First Fashion Platform (男神女神颜习社)               | Patty Hou e Shana    |        |

#### Não-séries
| Ano  | Emissora de TV            | Título                                                        | Parceiro         | Ref |
| ---- | ------------------------- | ------------------------------------------------------------- | ---------------- | --- |
| 2010 | GRT: Guangdong Television | China Southern Airlines Stewardess Pageant (南航空姐选秀2010) |                  |     |
| 2011 | CCTV: CCTV-1              | CPOP-JPOP-KPOP Music Festival                                 |                  |     |
| 2014 | JSBC: Jiangsu Television  | Best of Best in Nanjing                                       | Zhang Shan       |     |
| 2014 | SBS MTV                   | The Show Winter Festival                                      | Jiyeon and Hyeri |     |
| 2015 | -                         | SuperStar SMTOWN                                              | Lay (EXO-M)      |     |
| 2015 | SBS MTV                   | The Show Summer KPOP Festival                                 | Jiyeon e Hongbin |     |
| 2015 | SBS MTV                   | The Show Special One-Asia Seoul Mega Concert                  | Jiyeon e Hongbin |     |
| 2015 | SBS MTV                   | The Show Asia Culture Festival                                | Jiyeon           |     |
| 2015 | JSBC: Jiangsu Television  | Be The Idol (唱游天下)                                        |                  |     |
| 2016 | SBS MTV                   | SUWON K-POP Concert                                           | Yerin            |     |

### DJ de Rádio
| Ano       | Estação de Rádio | Título                                                    | Parceioro | Notas                                                                   | Ref    |
| --------- | ---------------- | --------------------------------------------------------- | --------- | ----------------------------------------------------------------------- | ------ |
| 2013–2015 | MBC 900AM        | Idols' True Colors / C-Radio (偶像本色/우상본색) Season 1 | Jia e Fei |                                                                         | [ 14 ] |
| 2015      | KBS Cool FM      | Super Junior Kiss Radio                                   |           | Convidado fixo para o segmento de quinta-feira: "Language and the City" |        |
| 2015      | SBS Power FM     | Horan's Power FM                                          |           | Convidado fixo para "Nihao China"                                       |        |